# Bürgle (Sölden, Wittnau)
Das Bürgle ist eine abgegangene Höhenburg auf 595 m ü. NN auf der Gemarkungsgrenze von Sölden und Wittnau im Landkreis Breisgau-Hochschwarzwald in Baden-Württemberg.

## Geschichte
Die Erstnennung der Burg erfolgte 1115 als „destructo castello“. Sie war wohl der Burgsitz der Herren (Grafen) von Scherzingen gewesen und angeblich abgebrochen worden, als Geraldus von Scherzingen sein Allod Selden für die Gründung des Frauenklosters Sölden – hierzu sollten die Nonnen des Klosters Bollschweil nach Sölden umsiedeln – an die Abtei Cluny gab.

## Anlage
Die Burgstelle befindet sich östlich von Sölden auf einem in Ost-West-Richtung verlaufenden bewaldeten Bergrücken. Auf der Birkle genannten Anhöhe liegt das Burgareal im Bereich zweier Felsen, deren dazwischenliegender Hohlraum wohl ebenfalls genutzt wurde. Im Westen und Osten war die Burg jeweils durch einen Halsgraben vom gleichhohen Gelände getrennt, im Norden und Süden wurde sie von den steilen Abhängen geschützt. Der Söldener Heimatforscher Franz Kern schätzte die Maße der Burg im Jahre 1973 wie folgt: Süd- und Westmauer hatten je eine Länge von 22,50 Metern sowie die Nordmauer eine Länge von 16 Metern, außerdem stellte er sich ein Tor an der Ostseite vor.
Auf dem Burggelände finden sich heutzutage noch Reste von Füllmauerwerk.